# Pewsey
Pewsey è un villaggio e una parrocchia civile al centro della valle omonima, nella contea dello Wiltshire. È situata a circa 130 km a ovest della capitale inglese. È ben servita dal sistema di comunicazioni: vi passano l'autostrada M4, la strada secondaria A303 ed ha una stazione ferroviaria sulla linea che collega Reading a Taunton.

## Monumenti e luoghi d'interesse
- Chiesa di San Giovanni Battista